# كوكة (أيل تيمور)
کوکة (بالفارسية: کوکه) هي قرية تقع في إيران في أذربيجان الغربية. يقدر عدد سكانها بـ 122 نسمة بحسب إحصاء 2016.